# Wartość (ekonomia)
Wartość – w rozumieniu ekonomii nie jest pojęciem jednoznacznym. Na przykład: w wycenie nieruchomości używane jest często jako pojęcie w powiązaniu z jakimś przymiotnikiem, np. wartość rynkowa, odtworzeniowa, aktualna, bieżąca, rzeczywista itp. Zdefiniowana wartość traktowana jest jako podstawa wyceny mienia.
Definiowanie pojęcia wartości jest bardzo ważne w procesie wyceny, gdyż jasna i zrozumiała definicja zwiększa bezpieczeństwo obrotu rynkowego, obniża poziom ryzyka transakcji mieniem. Ma to szczególne znaczenie dla mienia o znacznej wartości, do którego zaliczyć można przedsiębiorstwa i jego składniki oraz nieruchomości.
Na podstawie analizy różnych określeń wartości zamieszczonych w międzynarodowych standardach wyceny, a także polskich przepisach prawnych można przyjąć generalny podział wartości na dwa podstawowe typy:
- wartość rynkowa,
- wartość odtworzeniowa.

W ramach zaproponowanych typów wartości można wyróżniać różne rodzaje wartości rynkowej lub rodzaje wartości odtworzeniowej.
Typ wartości rynkowej i typ wartości odtworzeniowej są to powszechne i uznawane podstawy wyceny mienia zarówno w Polsce jak również w innych krajach.